# Дорчестер (округ, Меріленд)
Шаблон:StateAbbr_ 38°25′ пн. ш. 76°05′ зх. д. / 38.42° пн. ш. 76.08° зх. д.
Округ Дорчестер (англ. Dorchester County) — округ (графство) у штаті Меріленд, США. Ідентифікатор округу 24019.

## Демографія
За даними перепису
2000 року
загальне населення округу становило 30674 осіб, зокрема міського населення було 12550, а сільського — 18124.
Серед мешканців округу чоловіків було 14510, а жінок — 16164. В окрузі було 12706 домогосподарств, 8506 родин, які мешкали в 14681 будинках.
Середній розмір родини становив 2,86.
Віковий розподіл населення поданий у таблиці:
| Стать    | До 15 років | 15-21 | 22-29 | 30-39 | 40-49 | 50-65 | 65-85 | Понад 85 |
| -------- | ----------- | ----- | ----- | ----- | ----- | ----- | ----- | -------- |
| Чоловіки | 2917        | 1289  | 1136  | 2015  | 2258  | 2632  | 2073  | 190      |
| Жінки    | 2916        | 1209  | 1325  | 2184  | 2458  | 2912  | 2721  | 439      |

## Суміжні округи
- Талбот — північ
- Керолайн — північ, північний схід
- Сассекс, Делавер — схід
- Вікоміко — схід, південний схід
- Сомерсет — південний схід
- Графство Святої Марії — південний захід
- Калверт — захід

## Виноски
1. ↑  U.S. Decennial Census. United States Census Bureau. Архів оригіналу за 26 квітня 2015. Процитовано 12 вересня 2014.
2. ↑  Historical Census Browser. University of Virginia Library. Архів оригіналу за 11 серпня 2012. Процитовано 12 вересня 2014.
3. ↑  Population of Counties by Decennial Census: 1900 to 1990. United States Census Bureau. Архів оригіналу за 31 жовтня 2014. Процитовано 12 вересня 2014.
4. ↑  Census 2000 PHC-T-4. Ranking Tables for Counties: 1990 and 2000 (PDF). United States Census Bureau. Архів оригіналу (PDF) за 18 грудня 2014. Процитовано 12 вересня 2014.
5. ↑  State & County QuickFacts. United States Census Bureau. Архів оригіналу за 1 липня 2011. Процитовано 24 серпня 2013.(англ.) Наведено за англійською вікіпедією.
6. ↑  American FactFinder. Бюро перепису населення США. Архів оригіналу за 21 травня 2008. Процитовано 31 січня 2008.

| США | Це незавершена стаття з географії США. Ви можете допомогти проєкту, виправивши або дописавши її. |